# Риб'ячий жир
Ри́б'ячий жир, або трін, — тваринний рідкий жир, який отримують в основному з риб, що мають промислове значення.
Печінкова олія добувається з печінки деяких риб (див. олія печінки тріски), а трони — витоплюються з усього тіла деяких морських тварин і риб.
У риб'ячому жирі (троні) міститься велика кількість поліненасичених жирних кислот, особливо надзвичайно цінні жирні кислоти омега-3, омега-6 і вітаміни (особливо А і D), в менших кількостях є вітамін Е.

## Вміст жиру у тушах риб
В тушах риб міститься від 0,1 до 33 % жиру.
Туші риб за вмістом жиру поділяють на групи:
- до першої групи відносять жирну рибу, що містить понад 8 % жиру: мінога, лососеві, осетрові, хамса, скумбрія;
- до другої групи відносять рибу середньої жирності, що містить від 4 до 8 % жиру: коропові, камбала, сом;
- до третьої — рибу з вмістом жиру до 4 %: окуневі, тріска, форель, щука та ін.

Серед осетрових риб промислове значення мають осетер, шип, білуга, севрюга, стерлядь, калуга. В основному жир отримують з плавників та нутрощів, і лише іноді для витоплення жиру використовують ікру, яка зіпсувалася (містить 10,5 % жиру, 27 % білків, 50 % вологи і 1,2 % золи). В деяких випадках для отримання жиру і рибного борошна можуть використовуватись оселедцеві — одні з найважливіших промислових риб, що використовуються в харчових цілях — оселедці, кілька, тюлька, івасі, шпроти, пузанок.
М'ясо сибірського осетра містить до 30 % жиру, каспійського, азовського та чорноморського — не більше 15 %, сьомги — 11-24 %, лосося — до 27 %, кети — до 12 %.

## Користь для здоров'я
Див. Терапевтичне застосування олії печінки тріски
Олія з печінки акули

## Інші застосування
Використовується як харчовий жир у населення Крайньої Півночі. Раніше вживалось як паливо для ламп.

## Виробництво
В Україні виробництво риб'ячого жиру дуже обмежене.